# Eva Lindström
Eva Lindström (Västerås, 1952) é uma ilustradora e autora sueca. Suas obras são conhecidas por seu estilo humorístico e sombrio.

## Vida
Lindström nasceu em Västerås em 1952. Ela frequentou a escola de arte Konstfack em Estocolmo entre 1969 e 1974, onde estudou pintura e foi parte de um grupo radical de ativistas políticos. A origem de seu estilo de arte mais radical e sombrio é atribuída a esse período. Ela começou sua carreira na década de 1980 como cartunista. Seu primeiro livro foi Katmössan, escrito e ilustrado por ela. Em 1996, ela publicou seu segundo livro, Lurix. Ela é conhecida por seus livros infantis, tais como Berättesler om Mats Och Roj (2002) e Olli och Mo (2012).

## Estilo
As ilustrações de Lindström são normalmente criadas utilizando aquarela com guache ou lápis. O texto de nomeação para o Prêmio do Conselho Nórdico de Literatura Infantil e Juvenil descreveu seu trabalho como "frequentemente engraçado e inteligente, além de ter uma profundidade existencial".

## Obras selecionadas
- Katmössan (1989)[5]
- Olli och Mo[4]
- Snöret, fågeln och jag (2013)[6]
- My Dog Mouse (2017)[7]
- Everyone Walks Away (2019)[8]

## Prêmios
- Placa Elsa Beskow, 1993[2]
- Placa BMF, 2001[1]
- Efalante de Expressen, 2002[1]
- Prêmio de Humor Literário de En Bok För Alla, 2003[2]
- Melhor Livro de Imagens do Ano de Snöbollen, 2012[2]
- Prêmio August, 2013, por Snöret, fågeln och jag, com Ellen Karlsson [9]